# Wycena przedsiębiorstw
Wycena przedsiębiorstw – proces polegający na określeniu wartości przedsiębiorstwa w jednostkach pieniężnych przy wykorzystaniu metod wyceny.
W finansach wycena to proces mający na celu określenie wartości składników majątkowych. Wycenie mogą podlegać m.in. papiery wartościowe (akcje, obligacje, opcje), całe przedsiębiorstwa, jak również wartości niematerialne i prawne, np. patenty, znaki handlowe.
Podstawowym celem wyceny przedsiębiorstwa jest wydanie opinii na temat wartości spółki, uwzględniając metody i procedury niezbędne do bezstronnego i rzetelnego określenia wartości. Przesłanek do rozpoczęcia ewaluacji jest wiele. Przede wszystkim wycena jest miarą określającą wartość, która umożliwia wymianę gotówki na prawa (w przypadku spółki akcyjnej) i odwrotnie tworząc element rynku. Jest również bodźcem do wymiany handlowej. Najważniejsze przesłanki wyceny przedstawia Nota Interpretacyjna Nr 5, opisująca ogólne zasady wyceny przedsiębiorstwa. Wycena może być przeprowadzona między innymi na potrzeby:
- kupna i sprzedaży,
- postępowania układowego, upadłościowego lub likwidacyjnego,
- łączenia lub podziału przedsiębiorstw,
- postępowań cywilnoprawnych,
- podatkowe,
- weryfikacji zdolności kredytowej.

## Metody wyceny
W tabeli zestawiono podstawowe rodzaje metod wykorzystywane w procesie wyceny wartości przedsiębiorstwa.
| Grupy metod (podejścia)     | Główne metody |
| --------------------------- | --- |
| majątkowe                   | - Wartości księgowej - Skorygowanej wartości księgowej - Wartości odtworzeniowej - Wartości likwidacyjnej |
| dochodowe konwencjonalne    | - Zdyskontowanych przepływów pieniężnych (DCF, discounted cash flow) - Zdyskontowanych zysków - Zdyskontowanych dywidend |
| dochodowe niekonwencjonalne | - Wyceny na podstawie zysku rezydualnego - Skorygowanej wartości bieżącej (APV, adjusted present value) - Zdyskontowanych przepływów pieniężnych (DCF) z uwzględnieniem opcji rzeczywistych - Wyceny przedsiębiorstw nierentownych |
| porównawcze (mnożnikowe)    | - Mnożników rynkowych transakcji porównywalnych |
| mieszane                    | - Proste średnie - Złożone kapitalizacji zysku dodatkowego - Złożone uwzględniające odpisy od wartości reputacji |
| pozostałe niekonwencjonalne | - Opcji rzeczywistych (realnych) - Venture capital - Wyceny z opóźnieniem czasowym |

Cel wyceny jest uzależniony od funkcji jaką ma pełnić dana wycena.
Do podstawowych funkcji wyceny zalicza się
- funkcję doradczą (decyzyjną) – jej istotą jest dostarczenie niezbędnych informacji w związku z zamierzonymi transakcjami kapitałowymi oraz innymi decyzjami zarządczymi;
- funkcję argumentacyjną, której istotą jest dostarczenie informacji o przedsiębiorstwie i jego wartości, i które mogą wzmacniać siłę przetargową jednej ze stron w prowadzonych negocjacjach;
- funkcję mediacyjną – jej istotą jest dostarczenie niezbędnych informacji dotyczących wartości przedsiębiorstwa w przypadku transakcji kapitałowych, w których opinie stron na temat wartości są rozbieżne;
- funkcję zabezpieczającą – jej istotą jest dostarczenie informacji dotyczących wartości przedsiębiorstwa w celu zabezpieczenia się przed negatywnymi skutkami sporów na tle wartości;

funkcję informacyjną, której istotą jest dostarczenie uzyskanych w procesie wyceny informacji dla potrzeb zarządzania przedsiębiorstwem.
Podstawowe metody wyceny przedsiębiorstw (również spółek giełdowych) to:
- Metoda zdyskontowanych przepływów pieniężnych inaczej zwana metodą DCF (discounted cash flow);

Metoda ta polega na oszacowaniu przyszłych przepływów pieniężnych generowanych przez przedsiębiorstwo, a następnie sprowadzeniu ich do wartości bieżącej, czyli zdyskontowaniu według odpowiedniego współczynnika dyskontującego. Po zsumowaniu zdyskontowanych przepływów pieniężnych otrzymuje się wartość przedsiębiorstwa.
- Metoda porównawcza inaczej zwana metodą mnożnikową;

Metoda ta polega na określeniu wartości badanego przedsiębiorstwa na podstawie wyceny porównywalnych przedsiębiorstw notowanych na giełdzie lub na podstawie transakcji kupna/sprzedaży podobnych przedsiębiorstw na rynku niepublicznym.
- Modele opcyjne są używane do wyceny pewnych typów aktywów (np. opcji kupna, opcji sprzedaży), a także aktywów które zawierają część opcyjną. Modele te wykorzystują złożone narzędzia matematyczne. Najbardziej popularnym modelem jest model wyceny opcji Blacka-Scholesa.

- Metody dochodowe – spośród stosowanych metod wyceny zasługują na szczególną uwagę, gdyż zarówno praktycy biznesu, jak i teoretycy wyceny, uznają te metody za najbardziej uniwersalne i najlepiej odzwierciedlające realną wartość przedsiębiorstwa. Specyfika tych metod wyceny polega na powiązaniu wartości przedsiębiorstwa z generowanymi dochodami, tzn. zyskiem, dywidendą, czy wolnymi przepływami pieniężnymi cash-flow.

Przy wycenie często wyróżnia się kilka określeń na „wartość aktywa” czy „wartość pasywa”: m.in. wartość rynkowa, godziwa wartość rynkowa, czy wartość wewnętrzna. Przykładowo, jeśli inwestor obliczy wartość wewnętrzną przy użyciu modelu zdyskontowanych przepływów pieniężnych i ta wartość będzie wyższa niż wartość rynkowa, wówczas analityk rekomenduje kupno takiej akcji.
Sposób wyceny przedsiębiorstw zależy głównie od celu, dla którego tę wycenę się przeprowadza, choć nie można też zapominać, że sposób wyceny zależy również od dostępności danych, stanu gospodarki, czy samej spółki.
Metody majątkowe są używane głównie podczas rozstrzygania spraw sądowych ze względu na fakt słabej znajomości finansów przez prawników, a także przez audytorów.
Metody porównawcze znajdują zastosowanie w wycenach analityków giełdowych w funduszach powierniczych, ale także w bankowości inwestycyjnej przy wycenie spółek w czasie transakcji fuzji i przejęć.
Metody dochodowe, jak DCF, używa się w podobnych zastosowaniach, co metody porównawcze z tą różnicą, że traktuje się je raczej jako uwiarygodnienie wyceny otrzymanej metodą porównawczą.
Metody mieszane powstają głównie z połączenia metody dochodowej i porównawczej (obliczanie wartości rezydualnej w modelu DCF za pomocą metody mnożnikowej).